# Bruno Praticò
Bruno Praticò (Aosta, 16 maggio 1958) è un basso-baritono italiano.

## Biografia

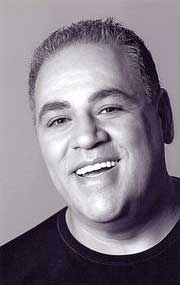
Bruno Praticò

Allievo del baritono Giuseppe Valdengo, ha frequentato i corsi di perfezionamento del Teatro alla Scala e di Rodolfo Celletti. Artista poliedrico, è considerato tra i maggiori interpreti dei ruoli da basso buffo. È regolarmente invitato nei più importanti teatri del mondo come il Metropolitan di New York, il Covent Garden di Londra e il Teatro alla Scala di Milano.
Con all'attivo più di cento ruoli debuttati, il suo ampio repertorio va dal Settecento napoletano, passando per Mozart e Rossini, fino a Bellini, Donizetti, Verdi e Puccini. La sua versatilità lo ha portato ad affrontare il repertorio del Novecento fino ad essere interprete di diverse opere contemporanee, come Divorzio all'italiana di Giorgio Battistelli (Nancy, 2009) e Cenerentola.com di Lucio Gregoretti e Nicola Sani (Palermo, 2011).
Particolarmente legato al Rossini Opera Festival di Pesaro, nel 1998 gli è stato assegnato il premio Rossini d'oro per la sua interpretazione del ruolo di Don Magnifico ne La Cenerentola di Rossini.  Fra le numerose interpretazioni pesaresi si segnalano Il viaggio a Reims, La Cenerentola, La gazzetta, L'equivoco stravagante, Il Conte Ory e Torvaldo e Dorliska.
Della sua ricca produzione discografica si segnalano Il barbiere di Siviglia (Bartolo; EMI), L'elisir d'amore (Dulcamara; Erato), Il signor Bruschino e La cambiale di matrimonio (Claves), Lakmé di Delibes, Don Quichotte di Massenet e La bohème di Leoncavallo (Nuova Era), L'italiana in Londra (Bongiovanni e BMG), La romanziera e l'uomo nero di Donizetti (Opera Rara), nonché un recital con musiche di Mozart e Rossini (Bongiovanni).

## Repertorio
| Ruolo                  | Titolo                                   | Autore       |
| ---------------------- | ---------------------------------------- | ------------ |
| Lord Rocburg           | Fra Diavolo                              | Auber        |
| Gil Perez Ursule       | Le domino noir                           | Auber        |
| Rosalia                | Divorzio all'italiana                    | Battistelli  |
| Carlo                  | Il medico dei pazzi                      | Battistelli  |
| Somarone               | Béatrice et Bénédict                     | Berlioz      |
| Zurga                  | Les pêcheurs de perles                   | Bizet        |
| Don Polidoro           | L'italiana in Londra                     | Cimarosa     |
| Sempronio              | Le donne rivali                          | Cimarosa     |
| Totaro                 | I due baroni di Rocca Azzurra            | Cimarosa     |
| Corbolone              | Il marito disperato                      | Cimarosa     |
| Il maestro             | Il maestro di cappella                   | Cimarosa     |
| Geronimo               | Il matrimonio segreto                    | Cimarosa     |
| Nilakantha             | Lakmé                                    | Delibes      |
| Mamma Agata            | Le convenienze ed inconvenienze teatrali | Donizetti    |
| Tommaso                | La romanziera e l'uomo nero              | Donizetti    |
| Dulcamara              | L'elisir d'amore                         | Donizetti    |
| Sulpice                | La fille du régiment                     | Donizetti    |
| Marchese di Boisfleury | Linda di Chamounix                       | Donizetti    |
| Don Pasquale           | Don Pasquale                             | Donizetti    |
| De Siriex              | Fedora                                   | Giordano     |
| Don Profondo           | Cenerentola.com                          | Gregoretti   |
| Peter                  | Hänsel und Gretel                        | Humperdinck  |
| Mirko Zeta Njegus      | La vedova allegra                        | Lehár        |
| Schaunard              | La bohème                                | Leoncavallo  |
| Il babbo               | Talgor                                   | Luciani      |
| Massimiliano           | I briganti                               | Mercadante   |
| Don Cassandro          | La finta semplice                        | Mozart       |
| Selim                  | Die Entführung aus dem Serail            | Mozart       |
| Bartolo Figaro         | Le nozze di Figaro                       | Mozart       |
| Don Alfonso            | Così fan tutte                           | Mozart       |
| Don Platone            | Don Chisciotte della Mancia              | Paisiello    |
| Il notaro Pistolfo     | La molinara                              | Paisiello    |
| Tagliaferro            | La Cecchina                              | Piccinni     |
| Gianni Schicchi        | Gianni Schicchi                          | Puccini      |
| Ping                   | Turandot                                 | Puccini      |
| Tobia Mill             | La cambiale di matrimonio                | Rossini      |
| Gamberotto             | L'equivoco stravagante                   | Rossini      |
| Macrobio               | La pietra del paragone                   | Rossini      |
| Gaudenzio              | Il signor Bruschino                      | Rossini      |
| Mustafà Taddeo         | L'italiana in Algeri                     | Rossini      |
| Don Geronio            | Il turco in Italia                       | Rossini      |
| Giorgio                | Torvaldo e Dorliska                      | Rossini      |
| Bartolo Fiorello       | Il barbiere di Siviglia                  | Rossini      |
| Don Pomponio Storione  | La gazzetta                              | Rossini      |
| Dandini Don Magnifico  | La Cenerentola                           | Rossini      |
| Fernando Villabella    | La gazza ladra                           | Rossini      |
| Il Califfo             | Adina                                    | Rossini      |
| Barone di Trombonok    | Il viaggio a Reims                       | Rossini      |
| Raimbaud               | Le comte Ory                             | Rossini      |
| Don Carissimo          | La Dirindina                             | D.Scarlatti  |
| Ko-Ko                  | Il Mikado                                | Sullivan     |
| Signor la Rocca        | Un giorno di regno                       | Verdi        |
| Fra' Melitone          | La forza del destino                     | Verdi        |
| Sir John Falstaff      | Falstaff                                 | Verdi        |
| Maurizio               | I quatro rusteghi                        | Wolf-Ferrari |

## Discografia
- Delibes: Lakmé - Alessandra Ruffini/Giuseppe Morino/Bruno Praticò/Serena Lazzarini/Thelma Badarò/Monica Benvenuti/Carmelo Caruso/Anna Beretta/Diego Cossu/Italian International Orchestra & Chamber Chorus of Bratislava/Carlos Piantini, 2009 Opera d'Oro
- Piccinni: La Cecchina - Sara Mingardo/Pietro Spagnoli/Alessandra Ruffini/Bruno Praticò/Bruno Campanella/Gabriella Morigi/Giuseppe Morino/Maria Peters/Maria Cristini Zanni/Serenissima Pro Arte Orchestra, 2008 Nuova Era
- Rossini, Comte Ory - Lopez-Cobos/Florez/Bonfadelli, 2003 Deutsche Grammophon
- Rossini: La cambiale di matrimonio - Bruno de Simone/Alessandra Rossi/Bruno Praticò/English Chamber Orchestra/Francesco Facini/Marcello Viotti/Maurizio Comencini/Valerio Baiano, 1991 Claves
- Rossini: Torvaldo e Dorliska - Bruno Praticò/Michele Pertusi/Prague Chamber Chorus/Victor Pablo Perez/Bolzano-Trento Haydn Orchestra, 2007 Dynamic
- Rossini: Arien und Buffoduette - Eva Mei/Bruno Praticò/Marcello Viotti, 2001 BMG RCA

## DVD
- Donizetti: La Fille du Regiment (La Scala, 1996) - Ewa Podleś/Bruno Praticó/Mariella Devia/Donato Renzetti, Arthaus Musik
- Rossini, Barbiere di Siviglia - Gelmetti/Flórez/Bayo/Spagnoli, 2005 Decca
- Rossini: Il barbiere di Siviglia (Teatro Regio di Parma, 2011) - Bruno Praticò/Luca Salsi/Andrea Battistoni, Arthaus Musik
- Rossini: La Gazzetta (Liceu, 2005) - Cinzia Forte/Bruno Praticò/Pietro Spagnoli, regia Dario Fo, Opus Arte